# AsciiMath
AsciiMath es un  lenguaje de marcado matemático para mostrar expresiones matemáticas en navegadores web.
La notación AsciiMath es convertida a MathML mediante el script ASCIIMathML.js mientras la página se carga en el navegador, de forma nativa en Mozilla Firefox y Safari, y mediante una extensión en Internet Explorer 7. El lenguaje de marcado simplificado admite un subconjunto de comandos LaTeX, así como una sintaxis más simple (por ejemplo, reemplaza \times por xx para generar el carácter "×"). Al marcado MathML resultante se le pueden aplicar estilos CSS usando la clase mstyle.
El script está disponible bajo la licencia MIT. La última versión también incluye soporte para gráficos SVG, de forma nativa en Mozilla Firefox, y mediante una extensión en IE7.
ASCIIMathML.js ha sido integrado en MathJax desde la versión 2.0.

## Ejemplo
La ecuación cuadrática:
se representa en AsciiMath de esta forma: